# Союз (футбольный клуб)
«Союз» — советский футбольный клуб из Москвы. Основан не позднее 1936 года.

## Достижения
- В чемпионате СССР — 4-е место в полуфинале РСФСР класса «Б» (1969).

## Результаты выступлений
| Сезон     | Турнир                                          | Достижение |
| --------- | ----------------------------------------------- | ---------- |
| 1969      | Чемпионат СССР 1969, класс «Б», 7 зона РСФСР    | 3-е место  |
| 1969      | Чемпионат СССР 1969, класс «Б», полуфинал РСФСР | 4-е место  |
| 1969      | Чемпионат Москвы 1969, 1 группа                 | 3-е место  |
| 1971      | Чемпионат Москвы 1971                           | ?-е место  |
| 1972      | Чемпионат Москвы 1972, 1 группа                 | ?-е место  |
| 1973      | Чемпионат Москвы 1973                           | ?-е место  |
| 1974—1982 | Чемпионат Москвы, 1 группа                      | ?-е место  |
| 1983      | Чемпионат Москвы 1983, 1 группа                 | 3-е место  |
| 1984—1989 | Чемпионат Москвы, 1 группа                      | ?-е место  |